# Segundo efecto de gas
Durante la inducción de la anestesia general, cuando se toma un gran volumen de un gas (por ejemplo, óxido nitroso) de los alvéolos a la sangre capilar pulmonar, aumenta la concentración de gases que quedan en los alvéolos. Esto produce efectos conocidos como el "efecto de concentración" y el efecto de segundo gas. Estos efectos ocurren debido a la contracción del volumen alveolar asociado con la absorción del óxido nitroso. Las explicaciones anteriores de Edmond I. Eger y Robert K. Stoelting han recurrido a un volumen corriente extra inspirado debido a una posible presión intrapulmonar negativa asociada con la absorción del óxido nitroso. 
Hay dos patrones de respiración extrema y el volumen tidal extra inspirado es una construcción artificial asociada con uno de estos patrones. Por lo tanto, es el cambio de volumen el que realmente causa los efectos.

## Un ejemplo aplicable del diccionario médico de Stedman
Cuando se inspira una concentración constante de un anestésico como el halotano, la administración concomitante de óxido nitroso acelera el aumento de la concentración alveolar, porque la absorción alveolar de este último crea una presión intrapulmonar subatmosférica potencial que conduce a un aumento de la entrada traqueal. 